# Wahl auf St. Helena 2013

Wappen von St. Helena

Die Wahl auf St. Helena 2013 war die Wahl zur Einkammer-Legislative, dem Legislative Council (deutsch Legislativrat), auf der Insel St. Helena, einem gleichberechtigten Teil des Britischen Überseegebietes St. Helena, Ascension und Tristan da Cunha. Es wurden durch die Wahl 12 Abgeordnete  ermittelt. Jedem Wahlberechtigten standen erstmals bis zu 12 Stimmen zu, da zuvor die zwei Wahlkreise in einem aufgegangen waren.
Die Wahl fanden am 17. Juli 2013 statt.

## Wahlergebnis
Das Wahlergebnis wurde am 18. Juli 2013 verkündet.
| Person                         | Stimmen | Gewählt                 |
| ------------------------------ | ------- | ----------------------- |
| Leslie Paul Baldwin            | 680     | ja                      |
| Audrey Mavis Constantine       | 419     | nein                    |
| Nigel Dollery                  | 845     | ja                      |
| Wilson Charles Duncan          | 536     | ja                      |
| Gavin George Ellick            | 511     | ja                      |
| Cyril Robert George            | 711     | ja                      |
| Stedson Robert George          | 355     | nein                    |
| Anthony Arthur Green           | 570     | ja                      |
| Cyril Keith Gunnell            | 230     | nein                    |
| Lawson Arthur Henry            | 857     | ja                      |
| Earl Hilton Henry              | 338     | nein                    |
| Brian William Isaac            | 678     | ja                      |
| Brenda Elaine Moors            | 405     | nein                    |
| Bernice Alicia Olsson          | 502     | ja                      |
| Ian Sebastian Rummery          | 894     | ja                      |
| Christine Lilian Scipio-O’Dean | 771     | ja                      |
| Derek Franklin Thomas          | 594     | ja                      |
| Lionel George Williams         | 188     | nein                    |
| Raymond Kenneth Williams       | 153     | nein                    |
| Mervyn Robert Yon              | 202     | nein                    |
| Gesamt                         | 1264    | Wahlbeteiligung: 54,0 % |